# Siemens Combino
Le Combino est un modèle de tramway à plancher bas produit par Siemens de 1998 à 2009, date à laquelle le Siemens Avenio lui succède.

## Modèles
- Combino
- Combino Plus

## Caractéristiques

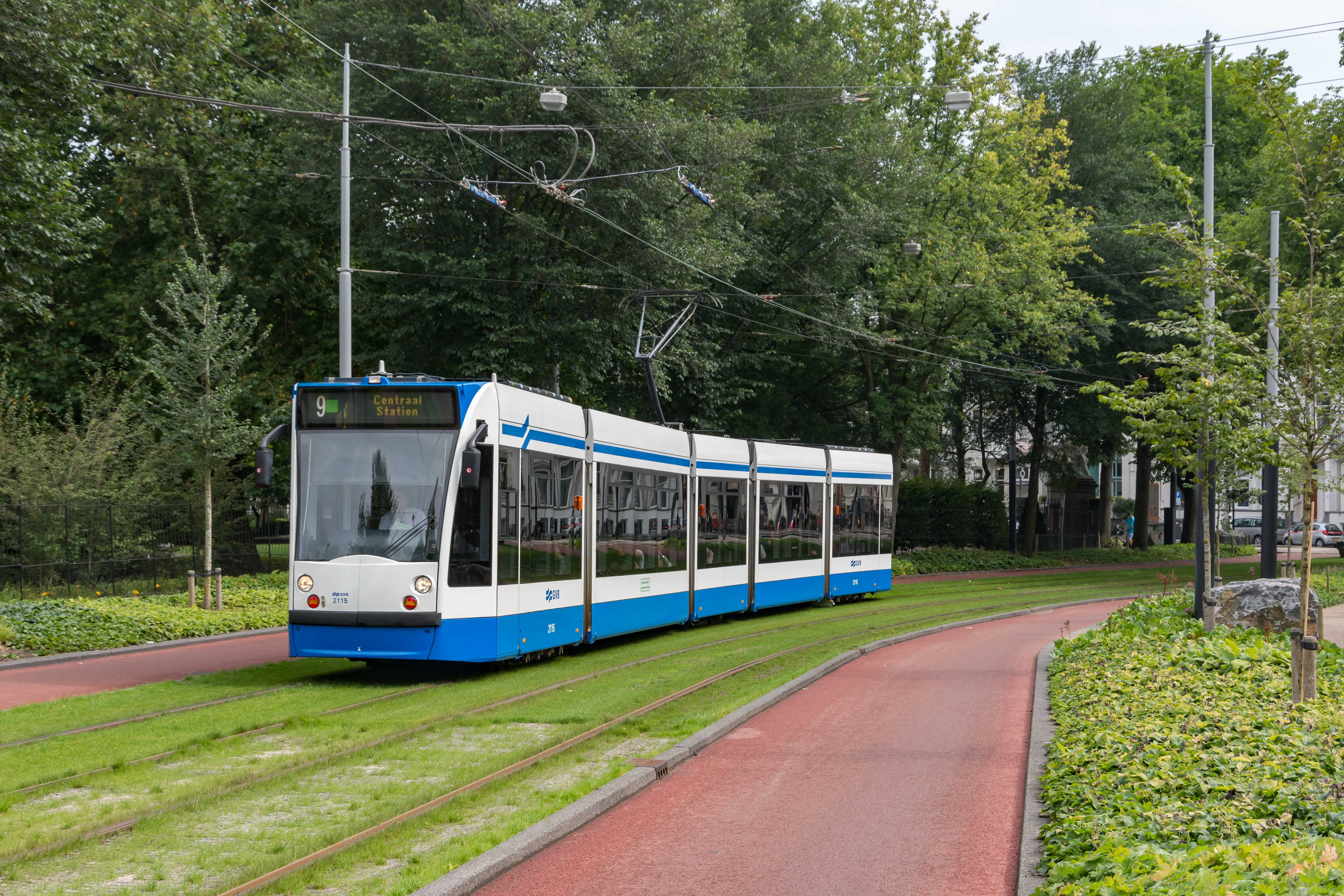
Siemens Combino à Amsterdam.

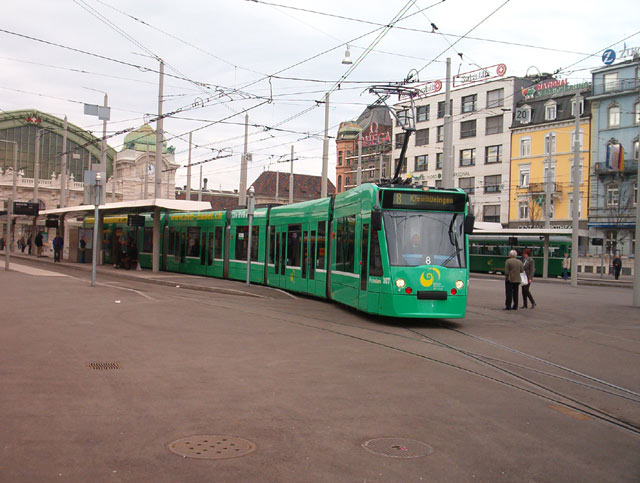
Une rame Combino à Bâle.

Le Combino est majoritairement constitué d'aluminium. Sa structure est étudiée pour être facilement adaptée à différentes longueurs et largeurs.
La longueur des rames varie de 19 mètres (Nordhausen et Melbourne) à 54 mètres (Budapest, record du monde de la plus longue rame de tramway), cela lui permet d'accueillir entre 100 et 250 passagers. Toutes les versions sont conçues avec une hauteur de plancher de 300 mm et une charge de 10 tonnes par essieu. Il est disponible en version unidirectionnelle ou bidirectionnelle. 
Le Combino Duo est une variante dotée d'un système de propulsion diesel (en complément du moteur électrique), permettant d'accéder à des zones non-électrifiées.

### Difficultés techniques
Le 12 mars 2004, Siemens reconnaît des problèmes relatifs à la stabilité du véhicule. Par mesure de précaution, l'entreprise allemande demande à toutes les entreprises utilisant des Combinos de retirer du service actif les rames ayant parcouru plus de 120 000 kilomètres. Des fissures sont apparues dans les articulations de la carrosserie en aluminium, pouvant causer l'effondrement du toit en cas d'accident. Siemens lance alors un processus de reconstruction des 454 modules concernés. Les nouveaux modules sont renforcés et prévus pour une durée de vie prévue de 30 ans. Le coût de la reconstruction du programme est établi à 400 millions d'euros. Aucun autre problème notable n'est constaté sur les rames de type Combino depuis.

### Bogies
Les tramways Combino sont équipés de bogies SF 30 C (moteurs et porteurs), les tramways Combino Plus sont équipés de bogies similaires mais pouvant pivoter à un certain degré.
| Caractéristiques techniques   | Caractéristiques techniques | Caractéristiques techniques |
| Modèle                        | SF 30 C TFW (moteur) SF 30 C LFW (porteur) | SF 30 Combino Plus |
| ----------------------------- | --- | --- |
| Écartement                    | 1 000 mm, 1 435 mm | |
| Pivotant (degré)              | Non | Oui (4,5°) |
| Essieux                       | Coudés | Coudés |
| Empattement                   | 1 800 mm | 1 800 mm |
| Diamètre roues neuves (usées) | 600 mm (520 mm) | 600 mm (520 mm) |
| Suspensions                   | | |
| Roues élastiques              | Oui | Oui |
| Suspension primaire           | Caoutchouc-métal | Caoutchouc-métal |
| Suspension secondaire         | 4 plots en caoutchouc et 4 ressorts hélicoïdaux. | 4 plots en caoutchouc et ressorts intégrés |
| Autres                        | Amortisseurs hydrauliques | |
| Liaison caisse bogie          | Via les ressorts de la suspension secondaire. | Via les plots en caoutchouc de la suspension secondaire. |
| Motorisation                  | | |
| Type                          | Bimoteur | Bimoteur |
| Agencement                    | 2 unités d'entrainement intégré entièrement suspendues au châssis du bogie (regroupant le moteur, les réducteurs et une unité de frein à disque) placées en extérieur longitudinalement entrainant chacun les deux roues d'un côté du bogie (les essieux étant coudés).                | 2 unités d'entrainement intégré entièrement suspendues au châssis du bogie (regroupant le moteur, les réducteurs et une unité de frein à disque) placées en extérieur longitudinalement entrainant chacun les deux roues d'un côté du bogie (les essieux étant coudés).                |
| Équipement de freinage        | - Bogie moteur : 2 unités de frein à disque par bogie intégrées chacune dans l'une des deux unités d'entrainement intégrées et positionnées sur l'arbre moteur; - Bogie porteur : 4 unités de frein à disque (1 sur chaque roue); - 2 patins de freins électromagnétiques (en option). | - Bogie moteur : 2 unités de frein à disque par bogie intégrées chacune dans l'une des deux unités d'entrainement intégrées et positionnées sur l'arbre moteur; - Bogie porteur : 4 unités de frein à disque (1 sur chaque roue); - 2 patins de freins électromagnétiques (en option). |
| Masse                         | - Bogie moteur 3–3,2 t - Bogie porteur 4,3–4,5 t | 4,9 t |
| Rayon minimum en courbe       | 15 m | 15 m |
| Charge à l'essieu admise      | 10 t | 10 t |
| Vitesse maximum               | 70 km/h | 70 km/h |
| Illustration                  | Bogie moteur d'un tramway du réseau d'Augsbourg. | |

## Commercialisation
| Pays      | Ville               | Type                                                         | Nombre  | Années de livraison | Particularités                                                       |
| --------- | ------------------- | ------------------------------------------------------------ | ------- | ------------------- | -------------------------------------------------------------------- |
| Allemagne | Augsbourg           |                                                              | 41      | 2000-2004           |                                                                      |
| Allemagne | Düsseldorf          | NF 10                                                        | 36      | 2000-2002           |                                                                      |
| Allemagne | Düsseldorf          | NF 8                                                         | 15      | 2003-2004           |                                                                      |
| Allemagne | Düsseldorf          | NF 8U                                                        | 15      | 2006-2010           |                                                                      |
| Allemagne | Erfurt              |                                                              | 48      | 2000-2005           |                                                                      |
| Allemagne | Fribourg-en-Brisgau |                                                              | 18      | 1999-2006           |                                                                      |
| Allemagne | Nordhausen          |                                                              | 7       | 2002                |                                                                      |
| Allemagne | Nordhausen          | Combino Duo                                                  | 3       | 2004                | Tramway bi-mode : électricité / diesel, faisant office de tram-train |
| Allemagne | Potsdam             |                                                              | 17      | 1998-2001           | Première commande de Combino                                         |
| Allemagne | Ulm                 |                                                              | 10      | 2003-2008           |                                                                      |
| Australie | Melbourne           |                                                              | 59      | 2003                |                                                                      |
| Hongrie   | Budapest            | Combino Supra (depuis inclus dans la famille Siemens Avenio) | 59      | 2003 - 2005         |                                                                      |
| Japon     | Hiroshima           |                                                              | 12      | 2002                |                                                                      |
| Pays-Bas  | Amsterdam           |                                                              | 155     | 2002-2004           | Unidirectionnels (Sauf 4 rames bidirectionnelles)                    |
| Pologne   | Poznań              |                                                              | 14      | 2004                |                                                                      |
| Portugal  | Almada              | Combino Supra (depuis inclus dans la famille Siemens Avenio) | 24      | 2005 - 2007         |                                                                      |
| Suisse    | Bâle                |                                                              | 28      | 2002                |                                                                      |
| Suisse    | Berne               |                                                              | 15 + 21 | 2003 / 2009-2010    |                                                                      |
| Taïwan    | Kaohsiung           |                                                              | 1       | 2004                | Modèle de démonstration ensuite envoyé transféré en Australie        |